# Taparella roseoalba
Taparella roseoalba är en insektsart som först beskrevs av Melichar 1902.  Taparella roseoalba ingår i släktet Taparella och familjen Flatidae. Inga underarter finns listade i Catalogue of Life.